# Love at First Sting
Love at First Sting (literalmente "amor à primeira ferroada") é o nono álbum de estúdio da banda Scorpions, lançado a 27 de Março de 1984.
O álbum foi lançado após o consagrado Blackout. O momento era ótimo para a banda que se mantinha entre as melhores da época. Mas este álbum foi a consagração definitiva da banda alemã. Sua fama atingiu os Estados Unidos e suas vendagens alcançaram a sexta posição na lista dos mais vendidos da Billboard de 1984.
No disco estão presentes sucessos com "Rock You Like a Hurricane", "Big City Nights" e "Bad Boys Running Wild", além da romântica "Still Loving You". Alguns fãs criticam a balada, alegando falta de criatividade na letra, ou apelo para a comercialização. Mas definitivamente a balada conquistou não apenas ouvintes de rock, mas admiradores de outros estilos musicais que passaram a conhecer o trabalho do grupo. "Still Loving You" fez parte da trilha sonora da novela Corpo a Corpo da TV Globo, além de ter sido regravada pela banda finlandesa Sonata Arctica.
A faixa "Rock You Like a Hurricane" alcançou a posição nº31 no VH1 das 40 Greatest Metal Songs e a faixa "Still Loving You" alcançou a posição nº22 do VH1 das 25 Greatest Power Ballads. Foi a turnê de Love at First Sting que trouxe o Scorpions pela primeira vez ao Brasil em Janeiro de 1985, tocando em duas noites históricas no Rock in Rio.
Há uma espécie de lenda envolvendo o disco onde se diz que o baixista Francis Buchholz e o baterista Herman Rarebell estavam afastados da banda durante as gravações e suas partes teriam sido gravadas respectivamente por Jimmy Bain e Bobby Rondinelli, ambos ex-membros do Rainbow.

## Faixas
| Lado A |                             |                         |         |  |
| N.º    | Título                      | Compositor(es)          | Duração |  |
| 1.     | "Bad Boys Running Wild"     | Schenker/Meine/Rarebell | 3:57    |  |
| 2.     | "Rock You Like a Hurricane" | Schenker/Meine/Rarebell | 4:14    |  |
| 3.     | "I'm Leaving You"           | Schenker/Meine          | 4:17    |  |
| 4.     | "Coming Home"               | Schenker/Meine          | 5:00    |  |
| 5.     | "The Same Thrill"           | Schenker/Meine          | 3:34    |  |

| Lado B |                                  |                |         |  |
| N.º    | Título                           | Compositor(es) | Duração |  |
| 6.     | "Big City Nights"                | Schenker/Meine | 4:09    |  |
| 7.     | "As Soon as the Good Times Roll" | Schenker/Meine | 5:04    |  |
| 8.     | "Crossfire"                      | Schenker/Meine | 4:32    |  |
| 9.     | "Still Loving You"               | Schenker/Meine | 6:29    |  |

| Faixas bônus da Edição Deluxe do 50º Aniversário dos Scorpions |                                                   |                |         |  |
| N.º                                                            | Título                                            | Compositor(es) | Duração |  |
| 10.                                                            | "Coming Home" (Unreleased Demo Version)           | Schenker/Meine | 3:23    |  |
| 11.                                                            | "Living at Night" (Unreleased Demo Version)       | Schenker/Meine | 4:16    |  |
| 12.                                                            | "First Sting Jam" (Unreleased Demo Version)       | Schenker/Jabs  | 1:28    |  |
| 13.                                                            | "Anytime (You Want It)" (Unreleased Demo Version) | Schenker/Meine | 5:19    |  |
| 14.                                                            | "Still Loving You" (Unreleased Demo Version)      | Schenker/Meine | 5:48    |  |

| CD bônus da Edição Deluxe do 50º Aniversário dos Scorpions - Ao Vivo no Madison Square Garden em Nova Iorque nos Estados Unidos dia 7 de Junho de 1984 |                             |                                   |         |  |
| N.º | Título                      | Compositor(es)                    | Duração |  |
| 1. | "Countdown"                 |                                   | 1:59    |  |
| 2. | "Coming Home"               | Schenker/Meine                    | 3:11    |  |
| 3. | "Blackout"                  | Schenker/Meine/Rarebell/Kittelsen | 3:48    |  |
| 4. | "Bad Boys Running Wild"     | Schenker/Meine/Rarebell           | 4:12    |  |
| 5. | "Loving You Sunday Morning" | Schenker/Meine/Rarebell           | 4:45    |  |
| 6. | "Big City Nights"           | Schenker/Meine                    | 5:14    |  |
| 7. | "Coast To Coast"            | Schenker/Michael Schenker         | 4:58    |  |
| 8. | "Still Loving You"          | Schenker/Meine                    | 5:52    |  |
| 9. | "Rock You Like a Hurricane" | Schenker/Meine/Rarebell           | 4:21    |  |
| 10. | "The Zoo"                   | Schenker/Meine                    | 8:06    |  |
| 11. | "Dynamite"                  | Schenker/Meine/Rarebell           | 6:41    |  |

## Créditos
- Klaus Meine - Vocal, vocal de apoio
- Matthias Jabs - Guitarra solo, guitarra rítmica
- Rudolf Schenker - Guitarra rítmica, Guitarra solo nas faixas 6, 7 e 9, vocal de apoio nas faixas 2, 3 e 8
- Francis Buchholz - Baixo, sintetizador
- Herman Rarebell - Bateria